# Bartosz Felski
Bartosz Felski – architekt, audytor śladu węglowego, profesor nadzwyczajny Sopockiej Akademii Nauk Stosowanych, członek grupy eksperckiej w programie Climate Leadership  przy UNEP/GRID - afiliowanym ośrodku ONZ w Programie dś. Środowiska

## Życiorys
Ukończył studia na Wydziale Architektury Politechniki Gdańskiej w 2001 roku broniąc dyplom magisterski pt. „Hexengrund – centrum konferencyjne NATO”, nagrodzony nagrodą Prezydenta miasta Gdyni za najlepszy projekt dyplomowy. W 2002 roku ukończył studium specjalistyczne na Wydziale Inżynierii Środowiska Politechniki Gdańskiej. Stopień doktora uzyskał w 2007 roku za pracę „Kształtowanie architektury terenów sąsiadujących ze śródlądowymi korytarzami wodnymi w aspekcie zrównoważonego rozwoju”. Absolwent programu Michaela Manna „Climate Change: The Science and Global Impact” na SDG Academy. Badacz wpływu architektury na zmiany klimatu i propagator wykorzystania architektury jako narzędzia mitygacji zmian klimatu. Od 2022 roku profesor nadzwyczajny Sopockiej Akademii Nauk Stosowanych i członek Rady Senatu uczelni; specjalizuje się w projektowaniu zrównoważonym, bioklimatycznym i klimaadaptacyjnym i w tych dziedzinach prowadzi zajęcia na SANS..
Członek PLGBC Polskiego Stowarzyszenia Budownictwa Ekologicznego oraz Koalicji Rzeczniczej Habitat for Humanity, Doradca w organizacji Women in Tech Polska. Od 2023 roku członek grupy eksperckiej przy UNEP/GRID w Programie Organizacji Narodów Zjednoczonych [ONZ] dś. Środowiska. Współzałożyciel Pomorskiej Inicjatywy Klimatycznej. Laureat wyróżnienia za innowacyjną pracę badawczą na międzynarodowej konferencji Sustainable Building 2005 w Tokio. Laureat nagrody na V Interdyscyplinarnej Akademickiej Konferencji Ochrony Środowiska w 2020 roku. Autor artykułów i współautor monografii naukowych, m.in. „Landmarks – signs of the place. Identification of urban space in the context of location problems” dla International Journal of Engineering Science and Innovative Technology i „Small architectural forms as a response to threats to the sustainable development of antropogenic space caused by climatic migration” w Redefining Cities in View of Climatic Changes.

## Publikacje
- Felski B., Kształtowanie architektury terenów sąsiadujących ze śródlądowymi korytarzami wodnymi w aspekcie zrównoważonego rozwoju, DOI: 10.5281/zenodo.3551926
- Felski B., Ptaszyński M., Stawicka-Wałkowska M., Szumilas A., Design concept of a modular stage-stop-over terminal for inland waterways passenger transport on East-West routes, Polish Maritime Research, Special issue, 2006
- Felski B., Small architectural forms as a response to threats to the sustainable development of antropogenic space caused by climatic migration, w: Redefining Cities in View odd Climatic Changes, ISBN 978-83-8156-019-1, Warszawa, 2019
- Felski B., Rewitalizacja obiektów wojskowych, Bandera, ISSN 0209-1070, 2001
- Felski B., Tajemnica Mielizny Czarownic - The shoal of witches, The Coastal Times, ISSN 1232-6097, 2002
- Felski B., Stawicka-Wałkowska M., Modular concept solutions of a stage calling base for inland passenger and cargo navigation, in the East- West relation, Polish Maritime Research, 2004
- Felski B., Ptaszyński M., Stawicka-Wałkowska M, Bazy postojowe transportu wodnego śródlądowego na kierunku wschód-zachód, w: Architektura morska i przemysłowa - nowe wyzwania, ISBN 978-83-928905-4-6, 2009
- Felski B., Kokosza K., Stawicka-Wałkowska M, Małe dworce kolejowe w warunkach restrukturyzacji transportu, w: Architektura morska i przemysłowa - nowe wyzwania, ISBN 978-83-928905-4-6, 2009
- Felski B., Kokosza K., Stawicka-Wałkowska M., Małe dworce kolejowe w warunkach restrukturyzacji transportu, w: Dworzec kolejowy w strukturze miasta, Tczew, 2006
- Felski B., Autonomiczne mikrodomy jako instrument mitygacji problemów związanych z migracją klimatyczną – diagnoza szans i zagrożeń dla przestrzeni antropogenicznej, Builder Science, DOI 10.5604/01.3001.0014.1379, Warszawa, 2020
- Felski B., Wybrane zagadnienia rewitalizacji i adaptacji do zmian klimatu tradycyjnej architektury wiejskiej, Przestrzeń Ekonomia Społeczeństwo, DOI 10.23830/19/I/2021/935, Sopot, 2021
- Felski B. Ptaszyński M., Stawicka-Wałkowska M., Social aspects of riverfronts’ development as a consequence of historical and geographical conditions: the case of inland east-west waterway E-70, Sustainable Building 2004, Warszawa,Felski B. Ptaszyński M., Stawicka-Wałkowska M., Aspects of sustainable development in shaping the infrastructure of inland waterway transportation: tha case of TORUŃ, Sustainable Building 2005, Tokio
- Felski B. Marczak P., Stawicka-Wałkowska M, Rehabilitation of sea side harbours in respect to sustainable development on the base on chosen small resort towns on peninsula Hell in Poland, Sustainable Building 2002, Oslo[16]
- Felski B, Stawicka-Wałkowska M., Koncepcja modułowej bazy turystycznej dla obsługi śródlądowego pasażerskiego transportu wodnego na tle stanu infrastruktury szlaku Wschód-Zachód, INFRASTRUKTURA TRANSPORTOWA SZANSĄ I BARIERĄ ROZWOJU REGIONALNEGO, Bydgoszcz, 2008
- Felski B., "Landmarks” - signs of the place. Identification of urban space in the context of location problems, International Journal of Engineering Science and Innovative Technology, DOI: 10.5281/zenodo.3550195, 2015
- Felski B., Tradycyjna architektura gliniana jako narzędzie mitygacji zmian klimatycznych. Studium przypadku na podstawie historycznej zabudowy zagrodowej z połowy XIX w, Przestrzeń, Ekonomia, Społeczeństwo, DOI: 10.23830/16/II/2019/923, Sopot, 2021
- Felski B., Efektywność energetyczna a cykl życia budynku w kontekście działań mitygacyjnych wobec zmian klimatycznych. Studium przypadku na przykładzie budynku przedszkola we wsi Sierakowice, Przestrzeń, Ekonomia, Społeczeństwo, DOI: 10.5281/zenodo.3550188, ISSN 2353-0987, Sopot, 2018
- Felski B., Pęczek G., Estetyka i efektywność w Polskiej przestrzeni architektonicznej w aspekcie instalacji solarnych i fotowoltaicznych, w: Piękno i Energia: Współczesny model budowania dzielnic mieszkaniowych w Europie, DOI: 10.5281/zenodo.3550203, ISBN 9788363563479, Warszawa, 2018
- Felski B., Kus M., Zieleń w przestrzeni antropogenicznej jako element poprawy atrakcyjności społecznej i efektywność klimatycznej miasta, Przestrzeń Ekonomia Społeczeństwo, DOI: 10.5281/zenodo.3550197, ISSN 2353-0987, Sopot, 2018
- Felski B., Kokosza K., Małe założenia dworcowe - zapomniane dziedzictwo, ogromny potencjał, ProRevita, Łódź, 2006
- Felski A., Felski B., Świadomość lokalizacyjna współczesnego człowieka, Logistyka, DOI: 10.5281/zenodo.3551930, 2014